# Romana Tomc
Romana Tomc (nascida em 2 de novembro de 1965) é uma política eslovena e membro do Parlamento Europeu (MEP) pela Eslovénia. Ela é membro do Partido Democrático Esloveno, parte do Partido Popular Europeu.
Tomc é membro do Parlamento Europeu desde as eleições de 2014. No parlamento, ela tem participado da Comissão do Emprego e dos Assuntos Sociais. Além das suas atribuições nas comissões, ela faz parte da delegação do parlamento para a cooperação do Norte e para as relações com a Suíça e a Noruega e para a Comissão Parlamentar Mista UE-Islândia e a Comissão Parlamentar Mista do Espaço Económico Europeu (EEE). Ela também apoia a Aliança para a Saúde Mental.
A nível nacional, Tomc foi a candidata do Partido Democrático Esloveno (SDS) nas eleições presidenciais de 22 de outubro de 2017, desafiando Borut Pahor.
Em dezembro de 2020 Tomc recebeu o prémio Emprego, Assuntos Sociais e Regiões nos prémios MEP anuais da The Parliament Magazine.